# Landtag Schwarzburg-Rudolstadt (1884–1887)
Dieser Artikel behandelt den Landtag Schwarzburg-Rudolstadt 1884–1887.

## Landtag
Die Landtagswahl fand am 18. August 1884 statt. 
Als Abgeordnete wurden gewählt: 
| Name                                 | Partei  | Wohnort       | Kurie             | Wahlkreis                        | Anmerkung |
| ------------------------------------ | ------- | ------------- | ----------------- | -------------------------------- | --------- |
| Johann Carl Wilhelm Julius Bergmann  |         | Blechhammer   | Allgemeine Wahlen | Oberweißbach                     |           |
| Johann Friedrich August Friedrich    |         | Mehrstedt     | Allgemeine Wahlen | Schlotheim                       |           |
| Wilhelm Friedrich Theodor Hoffmann   | SAPD    | Frankenhausen | Allgemeine Wahlen | Frankenhausen I                  |           |
| Ludwig Karl von Holleben             | DRP     | Rudolstadt    | Allgemeine Wahlen | Leutenberg                       |           |
| Karl Gustav Philipp Knoch            | LV/DFrP | Blankenburg   | Allgemeine Wahlen | Blankenburg                      |           |
| Carl Friedrich August Otto Körbitz   | DRP     | Königsee      | Allgemeine Wahlen | Königsee II                      |           |
| Friedrich Emil Kühn                  | F/DFrP  | Königsee      | Allgemeine Wahlen | Königsee I                       |           |
| Johann Hermann Liebmann              | F/DFrP  | Rudolstadt    | Allgemeine Wahlen | Rudolstadt II                    |           |
| Johann Anton Otto Lincke             |         | Blankenburg   | Höchstbesteuerte  | Landratsamtsbezirk Rudolstadt I  |           |
| Friedrich Rudolf Lüttich             | freis.  | Esperstedt    | Höchstbesteuerte  | Landratsamtsbezirk Frankenhausen |           |
| Ernst Emil Eduard Meisel             | NLP     | Geiersthal    | Allgemeine Wahlen | Katzhütte                        |           |
| Christian August Miller              |         | Stadtilm      | Allgemeine Wahlen | Ilm                              |           |
| Theodor Hildebert Munsche            |         | Oberköditz    | Höchstbesteuerte  | Landratsamtsbezirk Königsee      |           |
| Freund Gottfried Gottlob Carl Scherf | F/DFrP  | Rudolstadt    | Allgemeine Wahlen | Rudolstadt I                     |           |
| Johann Ludwig Friedrich Schmidt      |         | Hengelbach    | Höchstbesteuerte  | Landratsamtsbezirk Rudolstadt II |           |
| Wilhelm Carl Weinreich               |         | Ringleben     | Allgemeine Wahlen | Frankenhausen II                 |           |

Der Landtag wählte unter Alterspräsident Ludwig Schmidt seinen Vorstand. Landtags-Director (Parlamentspräsident) wurde Eduard Meisel. Als Stellvertreter wurde Fritz Lüttich gewählt.
Der Landtag kam zwischen dem 10. November 1884 und dem 25. November 1886 zu 17 öffentlichen Plenarsitzungen in einer ordentlichen und einer außerordentlichen Sitzungsperioden zusammen.